# Ördög Tamás
Ördög Tamás (Szekszárd, 1986. március 23. –) magyar színész, rendező.

## Életpályája
A helyi Babits Mihály Általános Iskolában tanult, majd 2002-ben az I. Béla Gimnáziumban érettségizett. Színész diplomáját 2009-ben szerezte a Kaposvári Egyetemen, majd elvégezte a Károli Gáspár Református Egyetem színháztudomány szakát is (2010-2012). 2009 óta a Dollár Papa Gyermekei színi társulat vezetője Kiss-Végh Emőkével. A Keleti István Művészeti Szakközépiskola tanára.

## Filmes és televíziós szerepei
- A besúgó (2022) ...Bognár elvtárs
- Valami madarak (2023) ...Orvos